# Structura BP

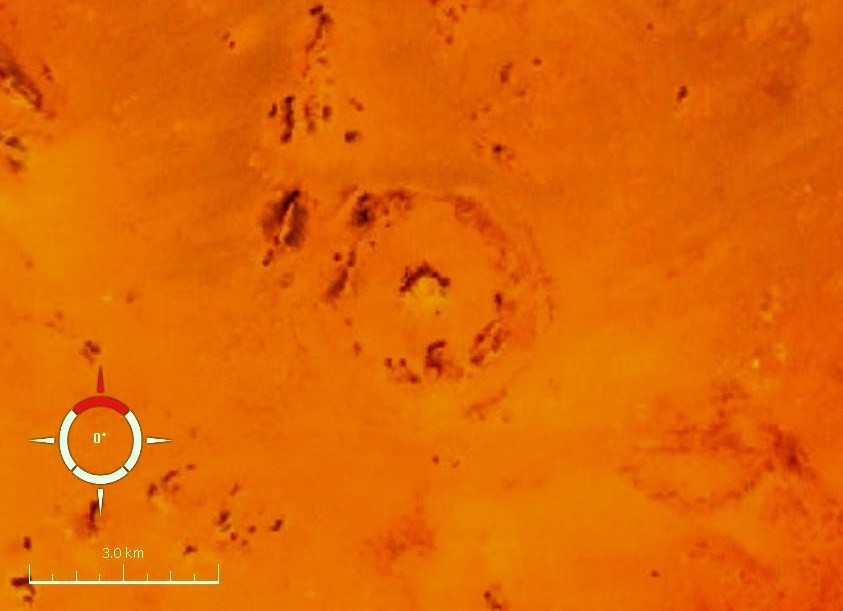
Imagine Landsat a Structurii BP.

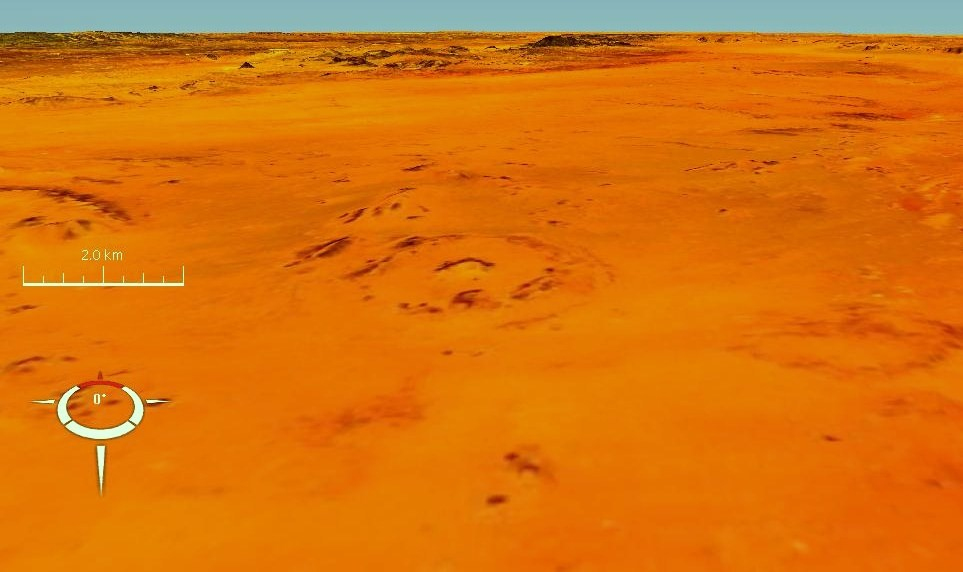
Imagine oblică Landsat a Structurii BP.

Structura BP sau Gebel Dalma este un crater de impact meteoritic în Libia. Este numit astfel deoarece a fost identificat de echipa geologică a BP (atunci British Petroleum).

## Date generale
Craterul are un diametru de 2 km. Vârsta sa este estimată la 120 milioane ani (Cretacicul inferior sau mai târziu).  